# Kalangali
Kalangali ist ein Verwaltungsbezirk (englisch Ward) des Distrikts Itigi in der tansanischen Region Singida.

## Geografie
Kalangali ist ein Bezirk im nördlichen Zentralteil von Tansania etwa 60 Kilometer Luftlinie südwestlich der Distrikthauptstadt Itigi an der Grenze zu Tabora. Bei der Volkszählung 2022 lebten 9081 Menschen in 1585 Haushalten auf einer Fläche von 335 Quadratkilometern.
Der Bezirk grenzt im Nordwesten und im Westen an die Region Tabora und sonst an Bezirke des Distrikts Itigi:
| Kipili     |                                             | Mitundu |
| Kilumbi    | Kompassrose, die auf Nachbargemeinden zeigt |         |
| Mwamagembe | Rungwa-Wildreservat                         |         |

## Gliederung
Der Bezirk besteht aus drei Gemeinden (swahili Mtaa) mit 14 Orten (Kitongoji):
| Kalangali - Kalangali - Itandamilomo - Itanki - Bondeni - Tukuyu | Tulieni - Tulieni - Vumilia - Makutupora - Mahanga - Yekeyeke | Mnazi Mmoja - Mnazi Mmoja - Mbanga - Ngwangwalaja - Nyawa |

## Infrastruktur
- Gesundheit: Im Bezirk liegen zwei staatliche Apotheken.[8][9]
- Verkehr: Sie wichtigste Straße ist die nicht asphaltierte Nationalstraße T22 von Itigi nach Tabora.[10]